# Вишневский, Гавриил Андреевич
Гаврии́л Андре́евич Вишне́вский (19 апреля (1 мая) 1873, Киев, Российская империя — 17 июня 1955, Франция) — член IV Государственной думы от Киевской губернии.

## Биография
Православный. Из потомственных дворян Киевской губернии. Землевладелец той же губернии (800 десятин) и домовладелец города Киева.
Окончил Киевскую 4-ю гимназию (1892) и университет Святого Владимира по юридическому факультету (1896).
По окончании университета поступил на службу по Министерству юстиции. Служил в канцелярии Киевской судебной палаты, затем состоял участковым мировым судьей Бердичевского (1898—1906) и Киевского (1906—1912) судебных округов.
Принимал деятельное участие в проведении в жизнь земского самоуправления в Юго-Западном крае. Избирался гласным Киевского уездного и губернского земских собраний. Состоял членом Киевского уездного и губернского училищных советов, а также почетным членом епархиального училищного совета. Дослужился до чина надворного советника. Был членом Киевского клуба русских националистов.
В 1912 году был избран членом Государственной думы от Киевской губернии. Входил во фракцию русских националистов и умеренно-правых (ФНУП), после её раскола в августе 1915 — в группу националистов-прогрессистов и Прогрессивный блок. Состоял членом комиссий: по народному образованию, распорядительной, по Наказу, о вотчинном уставе, бюджетной и о путях сообщения.
Во время Первой мировой войны был членом Комитета по снабжению вольною одеждой солдат, увольняемых на родину из всех лечебных заведений России.
После Октябрьской революции эмигрировал во Францию.
Скончался в 1955 году. Похоронен на кладбище Сент-Женевьев-де-Буа. Был женат, имел двух падчериц.